# Johann Friedrich Eglinger

Wappen der Eglinger aus dem Stammbuch des Johann Friedrich Eglinger im Pharmaziemuseum der Universität Basel

Johann Friedrich Eglinger (* 1608; † 1675) war ein Schweizer Apotheker; er gründete im Jahr 1638 eine bis heute erhaltene Apotheke in Basel. Ab 1815 hiess diese Apotheke die «Goldene Apotheke».

## Leben
Johann Friedrich Eglinger war ein Sohn von Werner Eglinger, der 1609 das Bürgerrecht in Basel erhielt und die Schweizer Linie der Eglinger begründete. Johann Friedrich Eglinger wuchs in Basel auf, verbrachte seine Gesellenjahre (1628–1634) in Lyon und Zürich und wurde dann Apotheker in Basel. Während seiner Gesellenzeit führte Friedrich Eglinger – wie es damals üblich war – ein Stammbuch, das sich heute im Pharmaziemuseum der Universität Basel befindet. 

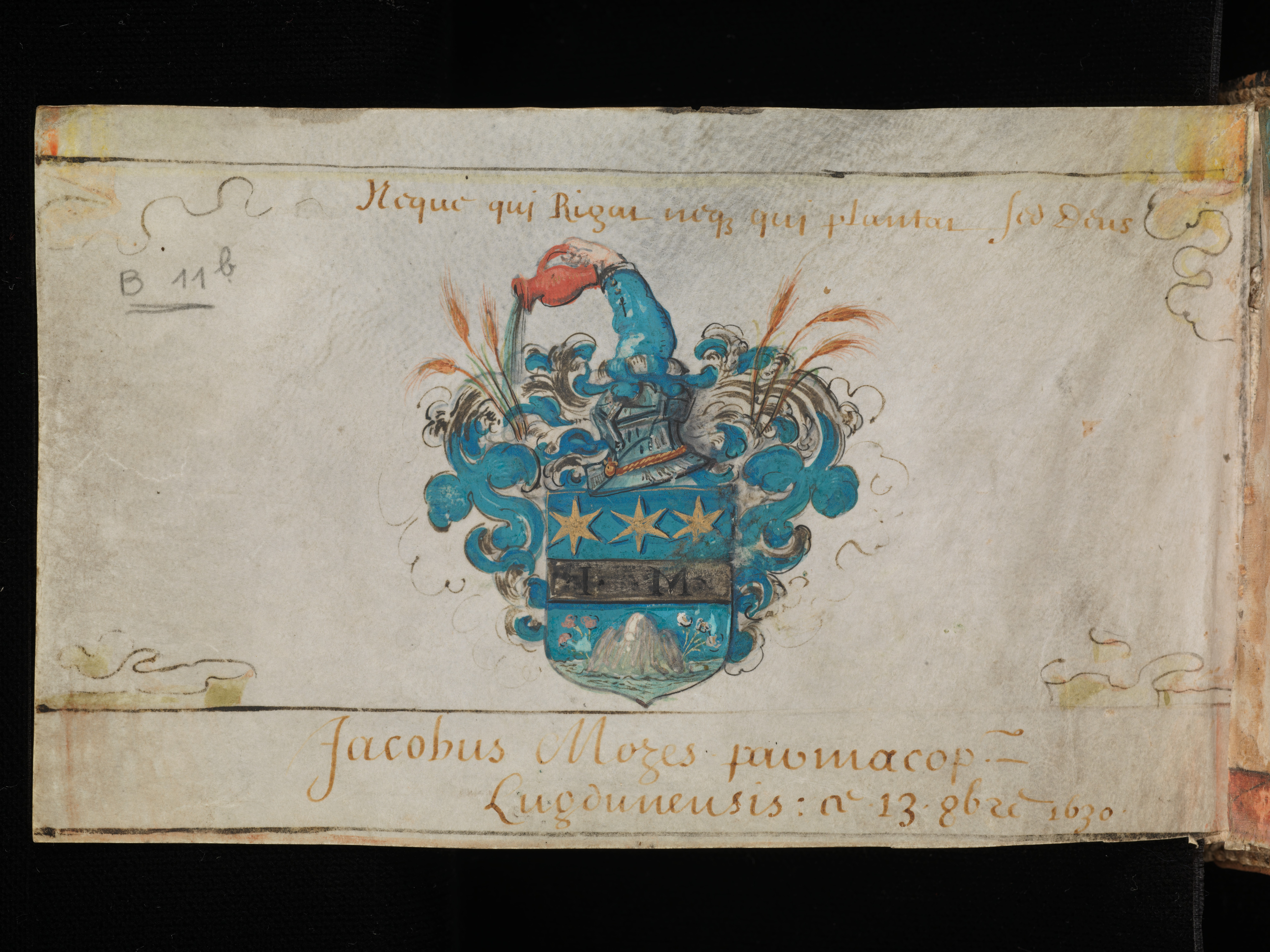
Eintrag von Jacobus Mozes in das Stammbuch des Johann Friedrich Eglinger, Pharmazie-Historisches Museum der Universität Basel, Cod. V258, f. 52v

 In diesem Stammbuch sind mehrere historisch wertvolle Einträge enthalten, zum Beispiel ein aufwendig illustrierter und auf den 13. Oktober 1630 datierter Eintrag des Lyoner Apothekers Jacobus Mozes.
Im Jahr 1637 heiratete Friedrich Eglinger
Chrischona Werenfels. Aus dieser Ehe gingen elf Kinder hervor. Chrischona stammte wie der weithin bekannte Theologe Peter Werenfels (1627–1703) von Rudolf Werenfels (1499–1539), der bereits 1534 das Basler Bürgerrecht erwarb, ab.
Das Wirken Friedrich Eglingers als Apotheker war sehr erfolgreich, dies lässt sich exemplarisch an einem bis heute wohl erhaltenen Lehrbrief darstellen, den er einem seiner Lehrlinge in Form einer Urkunde auf Pergament ausfertigte. Der Lehrling war Conrad Lavater (1628–1691), der bei Friedrich Eglinger die Apothekerkunst erlernte und die 235-jährige Apothekertradition der weitverzweigten bekannten schweizerischen Familie Lavater in Zürich begründete.

## Apotheke
In der heutigen Zeit ist die «Goldene Apotheke» durch eine Werbung von Meridol bekannt geworden; hier wird explizit auf den Bezug der Apotheke zur über 380 Jahre alten Entstehungsgeschichte der Marke hingewiesen. Die Apotheke wurde 2006 in «Goldene Engel Apotheke» umbenannt und befindet sich nach wie vor am selben Platz in sehr zentraler Lage in Basel. Bereits im Jahr 1875 hat der Maler Louis Dubois die «Goldene Apotheke» und das Haus «Zum blauen Schwan» auf einem Aquarell dargestellt. Friedrich Eglinger vererbte seine Apotheke an einen seiner Söhne, in der Basler Zeitschrift für Geschichte und Altertumskunde sind die weiteren Besitzer der «Goldenen Apotheke» in voller Länge aufgeführt.